# Christof Brandner
Christof Brandner (23 settembre 1994) è un ex sciatore alpino tedesco.

## Biografia
Specialista delle prove veloci attivo dal dicembre del 2009, ha esordito in Coppa Europa il 30 gennaio 2013 a Sarentino in discesa libera (63º) e in Coppa del Mondo il 27 gennaio 2018 a Garmisch-Partenkirchen nella medesima specialità classificandosi 41º: tale risultato sarebbe rimasto il migliore di Brandner nel massimo circuito. Il 13 febbraio 2019 ha colto a Sarentino in combinata l'unica vittoria, nonché unico podio, in Coppa Europa, e il 3 marzo seguente ha preso per l'ultima volta il via in Coppa del Mondo, a Kvitfjell in supergigante senza completare la prova; si è ritirato al termine di quella stessa stagione 2018-2019 e la sua ultima gara è stata la discesa libera dei Campionati sloveni 2019, disputata il 30 marzo a Krvavec. Non ha preso parte a rassegne olimpiche o iridate.

## Palmarès

### Coppa Europa
- Miglior piazzamento in classifica generale: 38º nel 2019
- 1 podio:
  - 1 vittoria

#### Coppa Europa - vittorie
| Data             | Località  | Paese  | Specialità |
| ---------------- | --------- | ------ | ---------- |
| 13 febbraio 2019 | Sarentino | Italia | KB         |

Legenda:

KB = combinata

### South American Cup
- Miglior piazzamento in classifica generale: 20º nel 2017
- 1 podio:
  - 1 terzo posto

### Campionati tedeschi
- 5 medaglie:
  - 1 argento (discesa libera nel 2018)
  - 4 bronzi (discesa libera nel 2014; discesa libera, combinata nel 2016; discesa libera nel 2019)